# Oliver Messel
Pour les articles homonymes, voir Messel.
Oliver Hilary Sambourne Messel, né le 13 janvier 1904 et mort le 13 juillet 1978, est un artiste et décorateur de théâtre anglais, oncle de Lord Snowdon.